# Sistema equitatiu de la terra
El sistema equitatiu de terra va ser un sistema de propietat i distribució de terres a la Xina utilitzat des de la dinastia Wei del Nord, cap al 485, fins a mitjans de la dinastia Tang, al segle VIII. Durant la dinastia Han, el sistema de distribució de terres de bon camp havia quedat en desús a la Xina, tot i que reformadors com Wang Mang van intentar restaurar-lo. Aquest sistema es va introduir a la pràctica al voltant de l'any 485 dC per l'⁣emperador Xiaowen del nord de Wei sota el suport de l'emperadriu vídua Feng durant el període de les dinasties del nord i del sud. El sistema va ser finalment adoptat per altres règims, i el seu ús va continuar a les dinasties Sui i Tang.